# Julius Wilhelm Gintl
Julius Wilhelm Gintl (* 12. November 1804 in Prag; † 22. Dezember 1883 in Prag) war ein österreichischer Physiker und Ingenieur, der maßgeblich am Aufbau des österreichischen Telegraphennetzes beteiligt war.
Gintl studierte in Prag und Wien. Er war ab 1831 außerordentlicher Professor in Wien und seit 1836 ordentlicher Professor für Physik und Angewandte Mathematik an der Universität Graz, wo er 1846 auch den Lehrstuhl der Naturgeschichte erhielt. 1847 berief man Gintl als k.k. Telegraphenbauinspektor nach Wien, wo er die Anlage und Einrichtung der ersten österreichischen Telegraphenlinien überwachte und leitete. Im Jänner 1850 wurde der bis dahin provisorische Direktor des Telegraphen-Departements zum Telegraphendirektor bei der Generaldirektion der Kommunikationen für Österreich ernannt. In dieser Funktion trieb er die Entwicklung des österreichischen Fernmeldewesens voran.
1849 entwickelte er ein tragbares Telegraphengerät, das in Eisenbahnzügen eingesetzt werden konnte. 1853 baute er einen Telegraphen auf der Basis galvanischer Elemente. Zudem zeigte er 1853 technische Möglichkeiten auf, auf einer Telegraphenleitung Gespräche in beide Richtungen zu führen. Dafür erhielt er auf der Pariser Weltausstellung 1855 die große goldene Ehrenmedaille. Außerdem war er Mitglied der kaiserlichen Akademie der Wissenschaften in Wien.
Julius Wilhelm Gintl starb am 22. Dezember 1883 in Prag.

## Schriften
- Das Höhenmessen mit dem Thermometer. Heubner, Wien 1835 Digitalisat